# Бизанмачта
Бизанмачта (от руски: биза́нь-ма́чта, заето от нидерл.: bezaansmast) е кърмовата (последната) мачта на три- и повече мачтов ветроходен кораб.
Всички мачти между фокмачтата (първата) и бизанмачтата се наричат гротмачти и се различават с пореден номер, когато са повече от една. Кърмовата мачта на двумачтов съд също може да се нарича бизанмачта, ако предната мачта е значително по-голяма от нея и се намира в средата на съда.
Представката „крюйс-“ означава принадлежност на елемент от рангоута или такелажа към бизанмачтата, например „крюйсстенга“.
Реите, разположени на бизанмачтата са:
- бизанрея;
- крюйсрея;
- крюйсбрамрея;
- крюйсбомбрамрея;
- крюйстрюмрея;
- крюйсмунрея.